# Interpol (együttes)

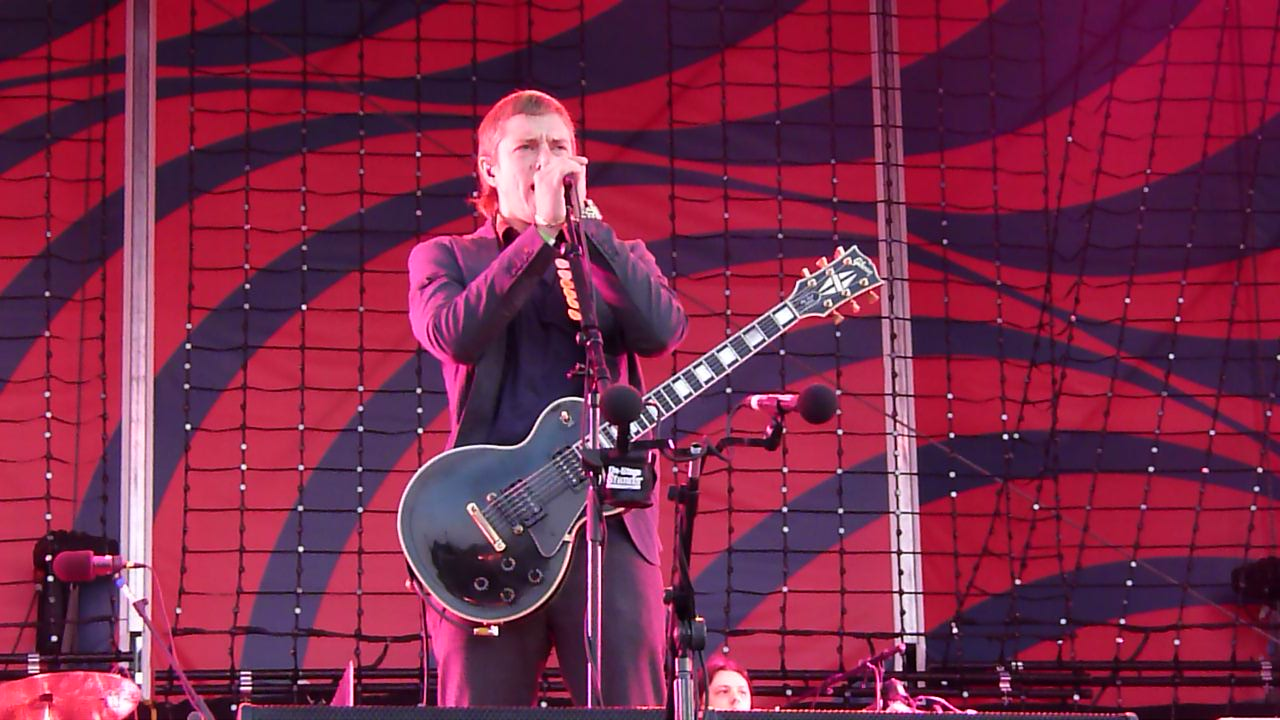
Sziget Fesztivál – 2011

Az Interpol egy amerikai rockegyüttes, 1997-ben alakultak New Yorkban. Az alapító tagok Paul Banks (ének, gitár), Daniel Kessler (gitár, ének), Carlos Dengler (basszusgitár, billentyű) és Greg Drudy (dob). Drudy 2000-ben otthagyta a zenekart, helyére Sam Fogarino került, Carlos Dengler pedig a 4. album felvételei után, 2010-ben távozott. Többek között David Pajo helyettesítette, aki azonban 2011 februárjától már nem turnézott velük, helyét Brad Truax vette át. Első két albumuk Amerikában és Angliában is aranylemez lett.
2017-ben Magyarországon a Sziget Fesztiválon léptek fel.

## Diszkográfia

### Nagylemezek
- Turn on the Bright Lights (2002)
- Antics (2004)
- Our Love to Admire (2007)
- Interpol (2010)
- El Pintor (2014)
- Marauder (2018)

### Kislemezek
- Obstacle 1 (2002)
- Say Hello to the Angels/NYC (2002)
- Obstacle 1 (Arthur Baker Remix Edit) (2003)
- Interlude (2004)
- Slow Hands (2004)
- Evil (2005)
- C'mere (2005)
- Slow Hands (Re-issue) (2005)
- The Heinrich Maneuver (2007)
- Mammoth (2007)
- Barricade (2010)

## Fordítás
- Ez a szócikk részben vagy egészben  az   Interpol_band című angol Wikipédia-szócikk fordításán alapul.  Az eredeti cikk szerkesztőit annak laptörténete sorolja fel. Ez a jelzés csupán a megfogalmazás eredetét és a szerzői jogokat jelzi, nem szolgál a cikkben szereplő információk forrásmegjelöléseként.

## További információ
- Hivatalos honlap (angolul)